# Plectranthus buraensis
Plectranthus buraensis là một loài thực vật có hoa trong họ Hoa môi. Loài này được S.Moore miêu tả khoa học đầu tiên năm 1916.